# Tipula ranee
Tipula ranee är en tvåvingeart som beskrevs av Alexander 1961. Tipula ranee ingår i släktet Tipula och familjen storharkrankar. Inga underarter finns listade i Catalogue of Life.